# 土袋貂
土袋貂（學名：Phalanger gymnotis），又稱「地袋貂」，是一種有袋類動物，屬於袋貂科。

## 特徵
土袋貂的體重平均為2.5-3.0公斤。體長約440毫米，尾巴長度約330毫米。野生族群的體型因棲息海拔高度而有差異，海拔低的個體較大，海拔高的則較小。它的後腳有一支可逆的拇指，捲纏尾肌肉發達，可以在樹上移動自如，並以倒吊姿勢進食。
土袋貂的皮毛短而密，通常呈灰色，在腹部和陰囊部位有白色斑紋。尾部在基部和背側具有類似外觀。腳很大，有五指，後足沒有爪子。它的耳朵突出且裸露。育兒袋向前打開，內有四個乳頭。

## 壽命
野生個體不明。圈養個體可存活10年，並有存活18年的紀錄。

## 習性
大部分的袋貂科動物是夜行性、樹棲型的雜食者，但土袋貂是日行性，並喜歡挖掘洞穴築巢。由於住在地面、日間出沒且行動緩慢，它們很容易遭到當地獵人與獵犬的捕食。圈養的個體被觀察到喜歡樹棲，但野生的目擊紀錄則多為陸居。
此外，土袋貂是獨居性動物，並有很強的地盤意識與攻擊性。面對敵人時，會以後足站立，以前足攻擊對方，並發出嘶嘶的吠叫聲。圈養的個體可成對並存，但仍會有偶發性的衝突。

## 棲息地
土袋貂是新幾內亞和阿魯群島的特有種，棲息在森林和灌木叢中，常見於海拔500至1500米之間。雖然在國際自然保護聯盟瀕危物種紅色名錄中被歸為「無危物種」，但由於濫捕與棲息地的破壞，土袋貂的數量已嚴重減少。